# I Might Be Wrong: Live Recordings
I Might Be Wrong: Live Recordings es un álbum en directo de la banda inglesa de rock alternativo Radiohead.
“I Might Be Wrong”, tema planeado originalmente para ser el tercer sencillo de Amnesiac (2001), se convirtió finalmente en el primer disco de la banda en vivo, sucedido por hail to The thief love recordings
Lanzado en noviembre de 2001, I Might Be Wrong: Live Recordings contiene material de Kid A y Amnesiac, ejecutados en vivo con sedes como Berlín, París y Londres, entre otros lugares, además de incluir una canción que no había sido incluida antes en algún álbum: “True Love Waits”, una de las favoritas de los fanes.
En este miniálbum, las interpretaciones de “The National Anthem”, “I Might Be Wrong”, y “Like Spinning Plates” son bastantes diferentes que en sus respectivas versiones de estudio. La frialdad de la experimentación mostrada en los álbumes anteriores, es renovada con sonidos mucho más acústicos y sustituyendo los sintetizadores con guitarras acústicas y pianos.

## Lista de canciones
1. The National Anthem -- 4:57 (Kid A)
2. I Might Be Wrong -- 4:52 (Amnesiac)
3. Morning Bell -- 4:14 (Kid A/Amnesiac)
4. Like Spinning Plates -- 3:47 (Amnesiac)
5. Idioteque -- 4:24 (Kid A)
6. Everything In It's Right Place -- 7:42 (Kid A)
7. Dollars and Cents -- 5:15 (Amnesiac)
8. True Love Waits -- 5:00 (A Moon Shaped Pool)

- Datos: Q1676232